# RCS Welkenraedt
RCS Welkenraedt was een Belgische voetbalclub uit Welkenraedt. De club was van 1938 tot 2015 aangesloten bij de KBVB met stamnummer 2667 en had groen en zwart als clubkleuren. Welkenraedt speelde in de Luikse provinciale reeksen, maar werd geschrapt bij de vorming van fusieploeg FC Welkenraedt.

## Geschiedenis
De club kende haar oorsprong in Club Sportif Union Welkenraedt-Herbestal, die in 1911 was opgericht en aangesloten bij de Belgische Voetbalbond. Bij de invoering van de stamnummers in 1926 had deze club het stamnummer 54 gekregen. In 1932 fusioneerde men met een jongere club, Standard Bruyèretois, die met stamnummer 331 was aangesloten. Volgens de bondsreglementen van voor 1964 diende een fusieclub onder een nieuw stamnummer aan te sluiten bij de Voetbalbond en de oude stamnummers op te geven. De nieuwe fusieclub sloot zo als Alliance Welkenraedt-Bruyère aan met stamnummer 1858. De ploeg bleef in de provinciale afdelingen spelen. De club had blauw en wit als kleuren.
Enkele jaren na deze fusie, in 1938, werd Club Sportif Welkenraedt echter al heropgericht. De club sloot zich opnieuw aan bij de Belgische Voetbalbond, waar ze als nieuwe club stamnummer 2667 kreeg toegekend en weer van start ging in de laagste provinciale reeks. Toch werd de club meteen koninklijk. De sportieve activiteiten werden in 1940 wegens de Tweede Wereldoorlog onderbroken en in 1945 hernomen.
In 1953 bereikte RCS Welkenraedt het hoogste provinciale niveau, waar de club zich de volgende jaren kon handhaven. In 1961 werd na toestemming van het Kabinet van de Koning het voetbalcomplex ingewijd onder de naam "Stade Reine Fabiola".  Tot de degradatie in 1968 bleef de club in Eerste provinciale spelen. In 1972 en 1976 bereikte RCS Welkenraedt de finale van de provinciale Beker van Luik, maar verloor die van respectievelijk RCS Stavelotain en RCS Visétois. In 1979 won de club haar dan voor het eerst de provinciale beker, na winst in de finale tegen AS Herstalienne.
In 1993 degradeerde de club naar Derde Provinciale, waar ze een jaar later meteen kampioen werd en weer promoveerde. In 2007 strandde RCS Welkenraedt in zijn reeks op twee punten van kampioen Aubel FC, winst in de daaropvolgende eindronde gaf dat seizoen geen recht op een extra promotieplaats. Het seizoen daarna werd RCS Welkenraedt wel kampioen en promoveerde zo in 2008 naar Eerste Provinciale. Het verblijf daar duurde slechts een seizoen en in 2009 degradeerde ze weer naar Tweede Provinciale.
In 2015 kwam het uiteindelijk weer tot een fusie met de andere club uit Welkenraedt, R. Alliance Welkenraedt-Bruyère, op dat moment actief in Vierde Provinciale, de allerlaagste reeks. De fusieclub werd FC Welkenraedt genoemd en speelde verder met stamnummer 1858 van Alliance Welkenraedt-Bruyère. Stamnummer 2667 van RCS Welkenraedt werd geschrapt.